# Левущик (Микуличинське лісництво, квартал 23, виділ 1)
Левущик — заповідне урочище місцевого значення. Об'єкт розташований на території Яремчанської міської ради Івано-Франківської області, Микуличинське лісництво, квартал 23, виділ 1.
Площа — 8,0000 га, статус отриманий у 1988 році.